# Rudolf Innig
Rudolf Innig (* 7. Juni 1947) ist ein deutscher Organist.

## Leben

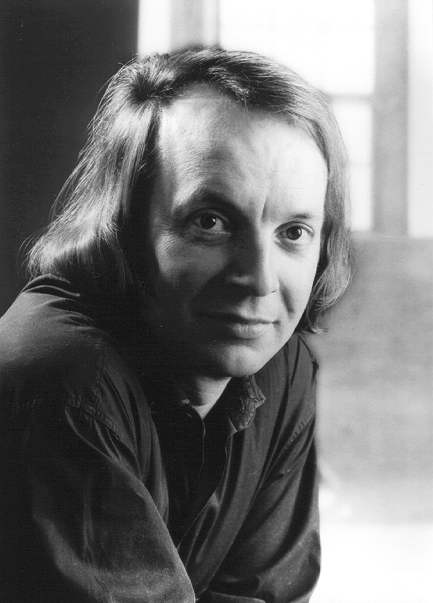
Rudolf Innig

Rudolf Innig studierte Orgel und Klavier, Kirchen- und Schulmusik sowie Musikwissenschaft in Detmold, Köln und Paris. Zu seinen Lehrern zählen Gaston Litaize, Michael Schneider (Orgel), Hans Martin Theopold und Friedrich Wilhelm Schnurr (Klavier) sowie Arno Forchert (Musikwissenschaft). Er war Stipendiat der Studienstiftung des deutschen Volkes und Preisträger verschiedener Wettbewerbe im Fach Orgel. Konzerte, Vorträge und Rundfunkaufnahmen führten ihn in fast alle Länder Europas, nach Nordamerika, Russland, Japan und Korea.
Seine zahlreichen CD-Einspielungen mit sämtlichen Orgelwerken von Johannes Brahms, Franz Lachner, Felix Mendelssohn Bartholdy, Robert Schumann und Olivier Messiaen wurden mit mehreren internationalen Schallplattenpreisen ausgezeichnet, u. a. 1995 mit dem Preis der deutschen Schallplattenkritik, 1998 an der Seite des Ensembles Musica Alta Ripa mit dem Cannes Classical Award und 1999 mit dem Echo Klassik. Eine 12 CDs umfassende Gesamteinspielung der Orgelwerke von Josef Gabriel Rheinberger auf historischen Instrumenten in Süddeutschland und der Schweiz liegt seit 2005 vor, die erste Gesamteinspielung der Orgelwerke von Feliks Nowowiejski auf 6 CDs erschien 2010 ebenfalls bei MDG.
Rudolf Innig war von 1979 bis 2011 Leiter der Musikschule Coesfeld und war Organist an der evangelischen Marktkirche Coesfeld. Darüber hinaus erhielt er Lehraufträge an der Musikhochschule Detmold, an den Universitäten Bielefeld und Paderborn sowie an verschiedenen internationalen Instituten in Japan (Ferris College, Yokohama), Russland (Gnessin-Institut Moskau) und den USA (Cleveland Institute of Music). Seit dem Sommer 2011 lebt Innig als konzertierender Organist in Bielefeld. Im Oktober 2022 promovierte er zum Dr. phil. mit einer Dissertation über „Bruckners Weg zum Symphoniker“.

## Diskographie
- 2020 – Anton Bruckner: Frühe Orchesterwerke in Orgelbearbeitungen, MDG
- 2017 – Samuel Barber: Organ Works, MDG
- 2016 – Georg Friedrich Händel, bearbeitet von Samuel de Lange: Organ Concertos op. 4, MDG
- 2013 – Charles Ives: Variations on America, MDG
- 2012 – Feliks Nowowiejski: In Paradisum op. 61, MDG
- 2012 – Horatio Parker: Organ Works, MDG
- 2010 – Robert Schumann: Complete Organ Works, MDG
- 2009 – Feliks Nowowiejski: Concertos for Solo Organ Vol. 1, MDG
- 2008 – Franz Lachner: Complete Organ Works, MDG
- 2005 – Josef Gabriel Rheinberger: Complete Organ Works Vol. 12, MDG
- 2004 – Josef Gabriel Rheinberger: Complete Organ Works Vol. 11, MDG
- 2004 – Robert Schumann: Märchenerzählungen Hänssler
- 2004 – Josef Gabriel Rheinberger: Complete Organ Works Vol. 10, MDG
- 2003 – Josef Gabriel Rheinberger: Complete Organ Works Vol. 9, MDG
- 2003 – Josef Gabriel Rheinberger: Complete Organ Works Vol. 8, MDG
- 2002 – Josef Gabriel Rheinberger: Complete Organ Works Vol. 7, MDG
- 2001 – Josef Gabriel Rheinberger: Complete Organ Works Vol. 6, MDG
- 2001 – Josef Gabriel Rheinberger: Complete Organ Works Vol. 5, MDG
- 2001 – Josef Gabriel Rheinberger: Complete Organ Works Vol. 4, MDG
- 2000 – Feliks Nowowiejski: Organ Works Vol. 2, MDG
- 2000 – Josef Gabriel Rheinberger: Complete Organ Works Vol. 3, MDG
- 2000 – Johann Sebastian Bach: Solo Concertos Vol. 5, MDG
- 1999 – Josef Gabriel Rheinberger: Complete Organ Works Vol. 2, MDG
- 1999 – Josef Gabriel Rheinberger: Complete Organ Works Vol. 1, MDG
- 1999 – Johann Sebastian Bach: Solo Concertos Vol. 4, MDG
- 1998 – Olivier Messiaen: Complete Organ Works Vol. 6, MDG
- 1998 – Feliks Nowowiejski: Complete Organ Symphonies op. 45, MDG
- 1997 – A la vierge Marie: French 20th century sacred music, MDG
- 1997 – Johann Sebastian Bach: Solo Concertos Vol. 2, MDG
- 1997 – Johann Sebastian Bach: Solo Concertos Vol. 1, MDG
- 1997 – Olivier Messiaen: Complete Organ Works Vol. 5, MDG
- 1997 – Olivier Messiaen: Complete Organ Works Vol. 4, MDG
- 1996 – Flötenmusik aus Siebenbürgen
- 1996 – Robert Schumann: Complete Organ Works, MDG
- 1996 – Olivier Messiaen: Complete Organ Works Vol. 3, MDG
- 1996 – Olivier Messiaen: Complete Organ Works Vol. 2, MDG
- 1996 – Olivier Messiaen: Complete Organ Works Vol. 1, MDG
- 1995 – Johannes Brahms: Complete Organ Works, MDG
- 1994 – Werke für Trompete und Orgel Vol. 2
- 1994 – Hugo Distler: Totentanz
- 1994 – Felix Mendelssohn Bartholdy: Sämtliche Orgelwerke, MDG
- 1992 – Werke für Trompete und Orgel Vol. 1
- 1985 – Johann Sebastian Bach: Pedalcembalo, MDG
- 1984 – Johannes Brahms: Sämtliche Orgelwerke, MDG
- 1981 – Olivier Messiaen: Méditations sur le mystère de la Sainte Trinité, MDG
- 1980 – Olivier Messiaen: La nativité du Seigneur, MDG

## Publikationen
- Rudolf Innig, Arno Forchert: Orgelchoral, in: Die Musik in Geschichte und Gegenwart, 1979.
- Rudolf Innig: La Nativité du Seigneur – Zur Musik Olivier Messiaens, in: Musica sacra 103 (6), 1983, S. 445–452.
- Rudolf Innig, Irmlind Capelle: Polen, in: Handbuch Orgelmusik, Bärenreiter/Metzler, 2002.
- Rudolf Innig: Felix Nowowiejski; Polen, in: Lexikon der Orgelmusik, Laaber, 2007.
- Rudolf Innig: Anton Bruckners Weg zum Symphoniker, Verlag Peter Ewers, 2023.
- Rudolf Innig: Where then is the Third Theme? – About a Misunderstanding in the Symphonies of Anton Bruckner, in: The Bruckner Journal, 2024.

## Auszeichnungen
- Preis der deutschen Schallplattenkritik 1995 für Felix Mendelssohn: Sämtliche Orgelwerke
- Cannes Classical Award 1998 mit Musica Alta Ripa für Bach: Solo Concertos Vol. 2
- Echo Klassik 1999 für Feliks Nowowiejski: Complete Organ Symphonies[3]